# 阿勒马基县 (艾奥瓦州)
阿勒馬基縣（英語：Allamakee County）位美國愛阿華州東北角的一個縣，北為明尼蘇達州，東隔密西西比河與威斯康辛州相望。面積1,706平方公里。根据美國2000年人口普查，共有人口14,675人。縣治沃坎（Waukon）。
成立於1847年2月20日，縣政府成立於1849年3月6日。縣名可能是一位商人的名字或者是福克斯語「雷聲」的意思。